# Neftçala
Neftçala (ook: Neftchala) is een stad in Azerbeidzjan en is de hoofdplaats van het district Neftçala.
De stad telt 20.900 inwoners (01-01-2012).